# Love from a Stranger (pièce de théâtre)
Pour les articles homonymes, voir Love from a Stranger.
Love from a Stranger est une pièce de théâtre policière de Frank Vosper de 1936, adaptée de la nouvelle Philomel Cottage d'Agatha Christie de 1924.

## Historique de la pièce
En 1936, Frank Vosper adapte la nouvelle Philomel Cottage pour le théâtre sous le titre Love from a Stranger. La première a lieu le 31 mars 1936 au New Theatre (en) de Londres. Par la suite, la pièce déménage au Queen's Theatre de Londres.
Après 149 représentations à Londres, la pièce est jouée à New York pour seulement 31 représentations, la première ayant lieu le 21 septembre 1936.

## Distribution
Distribution originale de 1936 :
AdaptationFrank Vosper
Mise en scèneMurray MacDonald
Comédiens
- Muriel Aked : Louise Garrard
- Norait Howard : Mavis Wilson
- Marie Ney : Cecily Harrington
- Frank Vosper : Bruce Lovell
- Geoffrey King : Nigel Lawrence
- Charles Hodges : Hodgson, le jardinier
- Esma Cannon : Ethel, la bonne

## Captations télévisées
Il y a eu deux captations de la pièce diffusées en direct par la BBC sur le territoire de la ville de Londres uniquement, les contraintes techniques de l'époque ne permettant pas de diffuser en direct un programme au-delà de la ville. Aucun enregistrement de cette pièce existe, pour les mêmes raisons techniques.

### 1938
La première captation a lieu le 23 novembre 1938 en direct de l'Alexandra Palace :
ProducteurGeorge More O'Ferrall
Comédiens
- Edna Best : Cecily Harrington
- Bernard Lee : Bruce Lovell
- Eileen Sharp : Mavis Wilson
- Esma Cannon : Ethel, la bonne
- Miles Otway : Nigel Lawrence
- Morris Harvey : Dr Gribble
- Beatrice Rowe : Louise Garrard
- Sam Lysons : Hodgson, le jardinier

Source : « Love from a Stranger (1938) » (présentation de l'œuvre), sur l'Internet Movie Database

### 1947
La deuxième captation a lieu le 25 mai 1947 en direct de l'Alexandra Palace :
ProducteurGeorge More O'Ferrall
Comédiens
- Joy Harington : Cecily Harrington
- Elisabeth Kirkby : Mavis Wilson
- Sam Lysons : Hodgson, le jardinier
- Edna Morris : Louise Garrard
- Henry Oscar : Bruce Lovell
- William Roderick : Nigel Lawrence
- Arthur Wontner : Dr Gribble

Source : « Love from a Stranger (1947) » (présentation de l'œuvre), sur l'Internet Movie Database

## Adaptations
La pièce connait de nombreuses adaptations dans différents médias :
Cinéma
- 1937 : L'Étrange visiteur (Love from a Stranger (UK), A Night of Terror (USA)), film britannique réalisé par Rowland V. Lee, avec Ann Harding et Basil Rathbone.
- 1947 : L'Amour d'un inconnu (Love from a Stranger (USA), A Stranger Walked In (UK)), film américain réalisé par Richard Whorf, avec John Hodiak et Sylvia Sidney.

Télévision
- 1967 : Ein Fremder klopft an, téléfilm ouest-allemand réalisé par Kurt Früh.

Radio
- 1942 : Philomel Cottage, dramatique radio américain diffusé dans l'émission Suspense sur CBS Radio.
- 1943 : Philomel Cottage, dramatique radio américain diffusé dans l'émission Suspense sur CBS Radio, avec Orson Welles.
- 1946 : Philomel Cottage, dramatique radio américain diffusé dans l'émission Suspense sur CBS Radio.
- 2002 : Philomel Cottage, dramatique radio britannique diffusé sur BBC Radio 4.